# لي يول اوم
لي يول اوم (بالكورية: 이열음)‏ هي ممثلة كورية جنوبية. ولدت يوم 16 فبراير 1996 في سول في كوريا الجنوبية.

## روابط خارجية
- لي يول اوم على موقع IMDb (الإنجليزية)
- لي يول اوم على موقع قاعدة بيانات الفيلم (الإنجليزية)